# Тень клоуна
Те́нь кло́уна (укр. Тінь клоуна) — дев'ятий альбом російського гурту «Король и Шут» (укр. Король та блазень), випущений 2008 року.

## Трекліст
Полутень Клоуна
1. Тень Клоуна
2. Дагон
3. Двое против всех
4. В Париж — домой
5. Ричард Гордон
6. Фред
7. Санта-Клаус
8. Кода
9. Заговор в суде
10. Невидимка
11. A.M.T.V.
Полутень зомби
12. Ходит зомби
13. Смешной пистолет
14. Вестник
15. Клеймённый огнём
16. Тринадцята рана
17. Суфлёр (Бонус)